# Moly
Pour l’article ayant un titre homophone, voir Molly.
Dans la mythologie grecque, le moly (en grec ancien μῶλυ / mỗlu) est une plante magique utilisée par Ulysse dans l’Odyssée.

## Mythe
Selon l'Odyssée d'Homère, Hermès offre le moly à Ulysse comme antidote (φάρμακον ἐσθλόν, « herbe de vie ») aux sortilèges de la magicienne Circé, qui transformait ses hommes d'équipage en porcelets :

« (...) le dieu aux rayons clairs tire du sol une herbe, qu'il m'apprit à connaître avant de la donner : la racine en est noire, et la fleur, blanc de lait ; « molu » disent les dieux ; ce n'est pas sans effort que les mortels l'arrachent ; mais les dieux peuvent tout. »

— (Homère, Odyssée [détail des éditions] [lire en ligne] Chant X, 302-307 ; trad. Victor Bérard)

Cette plante est également citée par Ovide lorsqu'il reprend l'épisode dans ses Métamorphoses :

« Le dieu du Cyllène, messager de paix, lui avait donné une fleur blanche,
qui possède une racine noire et que les dieux du ciel appellent « moly ».
Ulysse, rassuré par ce talisman et aussi par les conseils du dieu,
entre dans la demeure de Circé. »

— Ovide, Métamorphoses, XIV, 291-292. lire en ligne

## Interprétations

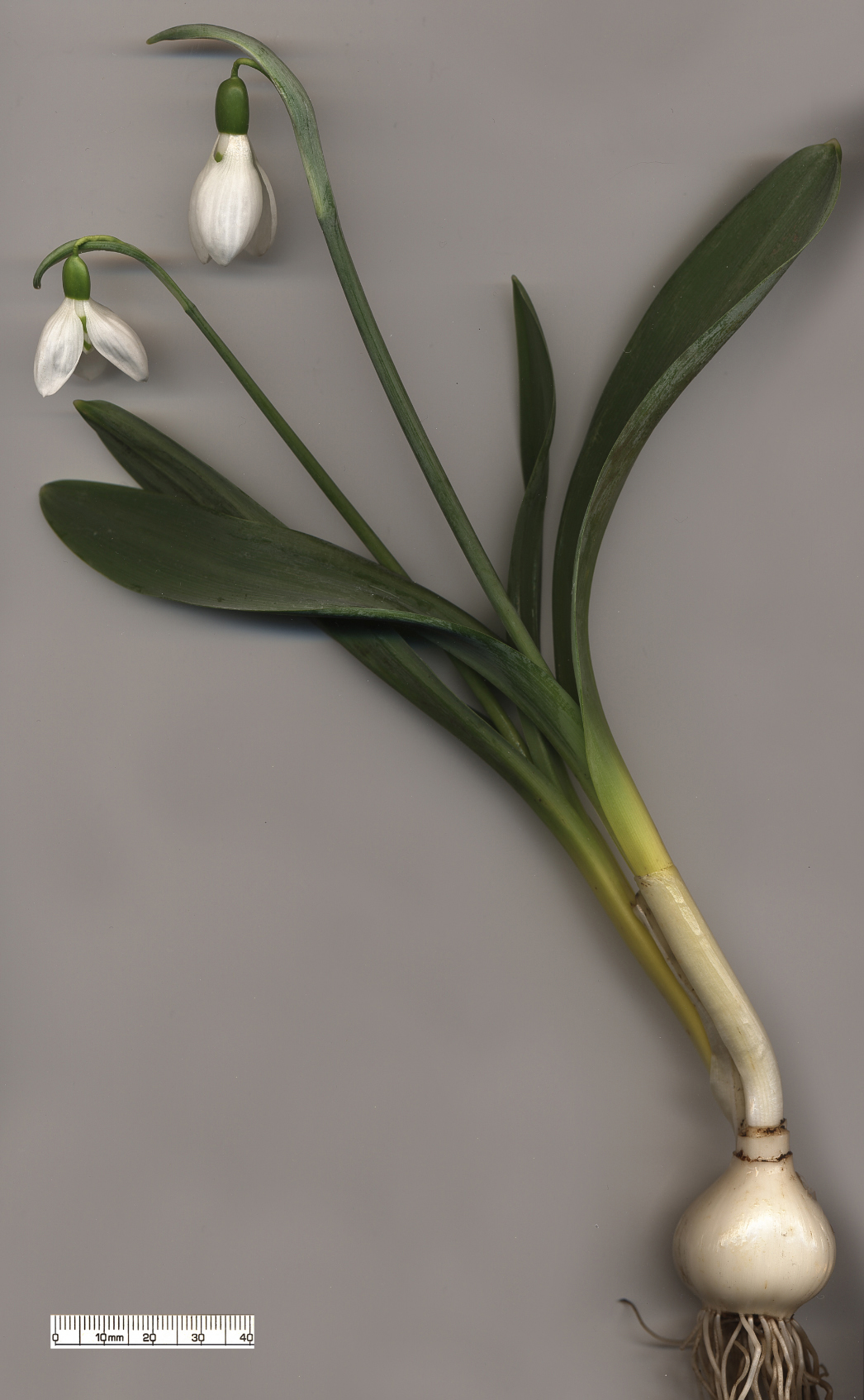
Un Perce-neige, que des biologistes ont proposé d'identifier au moly en 1983.

### Interprétations allégoriques
L'épisode où apparaît le moly a donné lieu à des interprétations allégoriques, qui peuvent être morales ou philosophiques. Le moly se présente comme l'antithèse du « lotos », la plante de l'oubli consommée par les Lotophages, l'autre végétal énigmatique présent dans l’Odyssée. Car le fait que cette plante empêche le héros de se transformer en pourceau, c'est-à-dire en être non humain, en a fait pour plusieurs commentateurs un symbole de la raison, et par extension de la sagesse (pour Héraclite le Rhéteur)[réf. nécessaire] ou de la philosophie (pour Budé au XVIe siècle). Dans les deux cas, elle représente alors le don de ramener vers l'humanité ce qui dans l'homme glisse vers l'animalité et la dégradation morale ou physique.

### Identifications à une plante réelle
Dès l'Antiquité, des commentateurs ont tenté de retrouver sous le nom de moly une plante réelle. Cela a donné naissance à de multiples hypothèses. Théophraste considérait que c'était l'ail cultivé (Allium sativum),. Cependant, selon les études pharmacologiques les plus récentes, l’Allium nigrum ne contient pas d'antidote à l’atropine, principe probable de la drogue de Circé. D'autres[Qui ?] y ont vu la mandragore.
À l'époque contemporaine, les érudits, constatant que le nom de cette plante mystérieuse n'est pas grec, ont cherché à l'identifier, d'abord à partir d'une éventuelle origine sémitique de ce mot, par la racine *m.l.h. Ainsi, Victor Bérard y a vu une plante des sables, que les botanistes appellent Atriplex halimus[réf. incomplète]. Des historiens[Qui ?] croient que la transformation en pourceau est une image pour une intoxication anticholinergique, dont les symptômes incluent des pertes de mémoire et des hallucinations. En 1983, des chercheurs affirment que la description du moly correspond à celle du perce-neige, fleur qui produit des métabolites secondaires qui contrecarrent les anticholinergiques et proposent donc d'identifier le moly au perce-neige, Galanthus nivalis, dont le principe actif, la galantamine, contrecarre aussi l'action de l'atropine, principe actif de la stramoine.
Sur la base de la description physique, d'autres botanistes y voient plutôt la Nivéole d'été (Leucojum aestivum).

## Postérité
Le nom de cette plante, « moly », a connu une certaine postérité. Les botanistes ont donné le nom d’Allium moly à l'ail doré, une espèce proche de l'ail commun. Dans le roman Ulysse de James Joyce, l'épouse de Léopold Bloom se prénomme Molly, en référence à la fleur qui sauve Ulysse. Le moly fait aussi une furtive apparition dans le premier volume de la saga Harry Potter ainsi que dans le roman Circé de Madeline Miller.